# Gruppo italiano per la ricerca sulle orchidee spontanee
Il Gruppo Italiano per la Ricerca sulle Orchidee Spontanee, (G.I.R.O.S.), è un'associazione naturalistica senza scopo di lucro fondata nel 1994 dal naturalista Paolo Liverani.

## Obiettivi
Il GIROS promuove la conoscenza, lo studio e la protezione delle orchidee spontanee italiane. In particolare l'associazione tra le proprie finalità ha quelle di incoraggiare l'interesse per le orchidee spontanee e favorirne la protezione; studiare la distribuzione delle orchidee sul territorio nazionale ; promuovere iniziative per favorire la conoscenza delle orchidee spontanee come pubblicazioni scientifiche e divulgative, escursioni , meeting , mostre fotografiche  , corsi e incontri; collabora inoltre con enti di vario genere  e Università  .

## Storia
L'associazione nacque per iniziativa del naturalista Paolo Liverani che a Faenza, il 16 dicembre 1993 scrisse una lettera indirizzata ai principali naturalisti, botanici ed orchidologi italiani, con l'intento di organizzare un meeting avente lo scopo di costituire una "associazione orchidologica" italiana, simile per statuto a quelle già presenti all'epoca in Francia (Société Française d'Orchidophilie o SFO ) e Germania (Arbeitskreise Heimische Orchideen o AHO ). Tale incontro si tenne presso il museo civico di scienze naturali di Faenza, il 23 gennaio 1994 e vide la partecipazione di una cinquantina di persone. La costituzione dell'associazione avvenne l'8 maggio 1994 con formale atto notarile ad opera di 14 soci fondatori. Il 27 novembre 1994 si tenne la prima assemblea sociale, che nel corso degli anni divenne prima un raduno dei soci fino a convertirsi in un vero e proprio convegno scientifico. Ogni anno il convegno ha sede differente in modo da poter esplorare nuove aree geografiche e studiare i differenti endemismi presenti. Nel corso degli anni il numero di soci è cresciuto costantemente (da 102 nel 1994 a 435 nel 2017), vedendo la partecipazione di docenti universitari, botanici, ricercatori, biologi e semplici appassionati . Nel 2015 in occasione del XX anniversario della sua fondazione il GIROS ha pubblicato un volume relativo ai suoi primi vent'anni di attività . Il GIROS ha fatto parte dal 2015 al 2017 dello European Orchid Council, organizzazione no-profit che raggruppa le società orchidologiche europee e altre istituzioni non commerciali che si occupano di orchidee .

## Pubblicazioni scientifiche
- GIROS Notizie (GN) - Abbreviazione ufficiale della Rivista nelle citazioni bibliografiche: "GIROS Not."[18]

Dal 1995 il GIROS pubblica una rivista, sotto la Direzione di Mauro Biagioli. Fino al 2014 si trattava di un "bollettino" quadrimestrale, GIROS Notizie, con foto a colori, informazioni sulle attività dell'associazione e sulla vita delle sezioni, articoli di segnalazioni botaniche, divulgazione scientifica, recensioni e bibliografia specialistica nazionale ed internazionale.. Dal 2015 (anno XXI) la Rivista ha cambiato nome ed è stata profondamente rinnovata.
- GIROS Orchidee Spontanee d'Europa - European Native Orchids (OSE-ESO) - Abbreviazione ufficiale della Rivista nelle citazioni bibliografiche: "GIROS Orch. Spont. Eur."" - ISSN 2281-6437 [22]

Ogni numero è diviso in due parti: una prima parte col titolo GIROS Orchidee Spontanee d'Europa - European Native Orchids, la Rivista scientifica vera e propria, con articoli divulgativi e tematici, ricerche e segnalazioni. Il comitato dei Referees esterni è composto da 17 studiosi, tra i massimi esperti italiani e stranieri. La seconda parte, che conserva il titolo "GIROS Notizie", è la parte dedicata alla vita associativa del GIROS, con resoconti di riunioni, gite e raduni e con varie rubriche vecchie e nuove.
Nelle due riviste dal 1995 ad oggi sono state descritte da studiosi e botanici oltre 150 nuove entità botaniche appartenenti alla flora orchidologica italiana, tra nuove specie, sottospecie, varietà, forme e ibridi intraspecifici e intergenerici.

## Monografie
Il GIROS ha pubblicato nel 2009 la monografia Orchidee d'Italia, dedicata alle orchidee spontanee italiane. È la prima monografia sulle orchidee italiane aggiornata alle ultime ricerche molecolari e tassonomiche. I capitoli introduttivi sono scritti da docenti universitari specialisti di Orchidaceae. Le schede delle 190 entità italiane sono descritte da 33 autori diversi competenti per generi
o settori geografici mentre all'iconografia, che illustra sia la pianta intera, sia i particolari, sia le varianti cromatiche, hanno contribuito 44 autori. 
Dopo l'esaurimento della prima edizione nel 2012, nell'aprile 2016 è stata pubblicata la nuova edizione ampliata e aggiornata. Oltre agli aggiornamenti sono stati aggiunti i dati sulla Conservazione delle orchidee in situ ed ex situ, con lo stato delle relative esperienze, importanti soprattutto per le specie rare o in pericolo. Nelle schede sono trattate 231 specie e sottospecie: al fine di una maggiore chiarezza alcuni dei 30 generi - specialmente quelli più complessi - sono stati quasi completamente riorganizzati (Ophrys, Epipactis) o maggiormente dettagliati (Platanthera, Dactylorhiza, Serapias). Molto potenziate la parte sugli ibridi, con ricca documentazione fotografica, e la bibliografia. Una novità sono anche i "medaglioni"  - intercalati tra le pagine del libro - di botanici italiani del XVIII e XIX secolo che si sono occupati di orchidee.
Nel 2018 è uscita con diffusione internazionale, come primo Supplemento della Rivista "GIROS Orch. Spont. Eur." (Special Issue 1 - 2018), la monografia bibliografica Bibliography of European and Mediterranean Orchids, aggiornamento dell'opera base per ogni ricerca su questo settore orchidologico del Prof. Willing Bibliographie über die Orchideen Europas und der Mittelmeerländer. Essa, dopo la sua prima uscita nel 1977 (che elencava le pubblicazioni tra il 1744 e il 1976), era stata aggiornata con 2 successivi supplementi, ma si era fermata al 2001. Grazie ai soci GIROS Prof. Paolo Grünanger e Dott. Manfred Hennecke, questo terzo supplemento copre tutte le opere del periodo 2002-2015, segnalando inoltre pubblicazioni precedenti che erano sfuggite.

## Collaborazioni
Nell'ambito della tutela ambientale e della conservazione degli habitat, il GIROS promuove sul territorio nazionale, attraverso l'attività dei soci delle sezioni locali, collaborazioni con i principali enti di ricerca universitari e musei di scienze naturali.

## Sezioni
Distribuita su buona parte del territorio nazionale, l'associazione è articolata in varie sezioni territoriali.